# Phlaocyonini
Phlaocyonini — вимерла клада чи триба гіпом'ясоїдних борофагінів. Вони жили в Північній Америці від олігоцену до міоцену, ~33.3–5.3 Ma. До клади входять Cynarctoides і Phlaocyon.